# NGC 4496
NGC 4496 = NGC 4505 ist ein Galaxienpaar im Sternbild Jungfrau auf der Ekliptik, das im New General Catalogue verzeichnet ist. Zur besseren Unterscheidung sind die beiden Galaxien auch mit NGC 4496A (Balkenspiralgalaxie vom Hubble-Typ SBc) und NGC 4496B (irreguläre Galaxie vom Hubble-Typ IBm) bezeichnet, da sie sich in ihrer Entfernung deutlich unterscheiden (74 Millionen Lichtjahre bzw. 199 Millionen Lichtjahre). Die Bezeichnungen NGC 4496 und NGC 4496A werden dabei synonym verwendet.
Das Galaxienpaar wurde im Jahr 1784 von dem deutsch-britischen Astronomen William Herschel mithilfe seines 18,7 Zoll-Spiegelteleskops entdeckt.